# Dopolavoro Sportivo Comunale San Giovanni Valdarno 1940-1941
Questa voce raccoglie le informazioni riguardanti il Dopolavoro Sportivo Comunale San Giovanni Valdarno nelle competizioni ufficiali della stagione 1940-1941.

## Rosa
| N. |                   | Ruolo | Calciatore          |
| -- | ----------------- | ----- | ------------------- |
|    | Italia (bandiera) | A     | Ermenegildo Alfonsi |
|    | Italia (bandiera) | D     | Aldo Berti          |
|    | Italia (bandiera) | C     | B. Berti            |
|    | Italia (bandiera) |       | Alvaro Bigi         |
|    | Italia (bandiera) | A     | Gino Bongini        |
|    | Italia (bandiera) | A     | Elio Burini         |
|    | Italia (bandiera) | C     | Guido Cafassi       |
|    | Italia (bandiera) |       | S. Cafassi          |
|    | Italia (bandiera) | A     | Egidio Carpanese    |
|    | Italia (bandiera) | A     | Dante Ceragioli     |

| N. |                   | Ruolo | Calciatore        |
| -- | ----------------- | ----- | ----------------- |
|    | Italia (bandiera) | C     | Mario Ermini      |
|    | Italia (bandiera) | P     | Salvatore Faraldo |
|    | Italia (bandiera) | C     | Galliano Franci   |
|    | Italia (bandiera) | D     | Libero Frison     |
|    | Italia (bandiera) | A     | Raffaello Lunghi  |
|    | Italia (bandiera) | C     | Mario Papi        |
|    | Italia (bandiera) | A     | Marino Passetti   |
|    | Italia (bandiera) | P     | Alvaro Terrazzi   |
|    | Italia (bandiera) | D     | Mario Testi       |
|    | Italia (bandiera) | A     | Bruno Zelone      |